# Marinko Galič
Marinko Galic (né le 22 avril 1970 à Koper) est un footballeur international slovène qui évoluait au poste de défenseur. Il a été sélectionné à 66 reprises en équipe de Slovénie entre 1994 et 2002. Il a notamment participé avec les Slovènes à l'Euro 2000 et à la Coupe du monde 2002.

## Clubs
- 1991-1993 : NK Koper  Slovénie
- 1993-1996 : Maribor Branik  Slovénie
- 1996 : Croatia Zagreb  Croatie
- 1996-1998 : NK Zagreb  Croatie
- 1998 : Mura Murska Sobota  Slovénie
- 1999-2001 : Maribor Pivovarna Lasko  Slovénie
- 2001 : Rudar Velenje  Slovénie
- 2001-2003 : FC Koper  Slovénie
- 2003 : Shandong Luneng Taishan  Chine
- 2004-2005 : Apollon Limassol  Chypre
- 2005-2006 : NK Malečnik  Slovénie
- 2007 : Factor Ljubljana  Slovénie